# Bah, Humduck! A Looney Tunes Christmas
Bah, Humduck! A Looney Tunes Christmas és una pel·lícula d'animació dels Looney Tunes estrenada directament en DVD el 2006. Va ser dirigida per Charles Visser. La pel·lícula és una paròdia del conte de Charles Dickens, Cançó de Nadal.

## Argument
La vigília de Nadal, en un país molt petit es construeix un centre comercial anomenat Lucky Duck, propietat de l'Ànec Lucas. El conill Bugs Bunny surt del seu cau i podria ser envestit per la limusina de l'Ànec Lucas. Duffy arriba al centre comercial, on troba un petit pingüí pobre, que demana una mica de diners per menjar qualsevol cosa però Duffy no vol donar-li res, per sort arriba Bugs que li dona tres monedes. Daffy es porta malament amb els empleats i Bugs l'adverteix, dient que qui no fa el bé el dia de Nadal, trobarà tres esperits. Aquella mateixa nit, Bugs i Daffy queden atrapats al centre comercial, fins a les cinc del matí, fins que algú vindrà. Tot d'una arriba Sylvester, que també li adverteix que si no és bo i generós, tindrà el seu final: Daffy no sembla pas espantat, però en la seva caixa gegant arriben fantasmes del passat Nadal, àvia Granny i Titty que le van retornar a la seva infància, quan era orfe i vivia a l'orfenat Lucky Duck (Lucky Duck, el nom de la seva botiga). Després de veure el flashback es confia a Sam, l'esperit del Nadal Present, que li mostra Porky Pig amb la seva filla Priscila, que vol quedar-se amb el seu pare.
Després de l'escena, Daffy tracta d'escapar del tercer esperit, Taz. No sortint-se, Taz mostra Daffy la seva tomba, on també hi ha Porky i Priscila, dient que, després d'haver deixat el Papero Fortunato, cosa il·legal, ha tancat i tothom està sense feina. Observant la tendresa de la filla de Porky, es mou i decideix convertir-se en una persona millor. Donarà un regal a tots els seus empleats, i acceptarà fins i tot els menys afortunats. Bugs acaba amb " Aquest és l'esperit del Nadal", mentre des de la porta entelada, Porky diu: "Q... que ... això", i Priscila el corregeix «Això és tot amics!».

## Repartiment
- Joe Alaskey - Ànec Lucas, El gat Silvestre, Marvin el Marcià, Gall Clàudi, Pepé Le Pew, Beaky Buzzard
- Bob Bergen - Porky, Tweety/Ghost Of Christmas Past, Speedy Gonzales
- Jim Cummings - Taz/Ghost Of Christmas Future, Gossamer
- June Foray - Iaia/Ghost Of Christmas Past
- Maurice LaMarche - Yosemite Sam/Ghost Of Christmas Present
- Tara Strong - Priscilla Pig, House Wife
- Billy West - Bugs Bunny, El caçador Elmer